# 中元清吉
中元 清吉（なかもと きよきち、1928年〈昭和3年〉5月3日 - 2024年〈令和6年〉3月8日）は、日本の政治家・実業家。元西宇和郡伊方町議会議員、元伊方町長。伊方町出身。

## 経歴

### 政治家となるまで
- 旧制宇和島中学卒業
- 1945年　高松経専中退

### 政治家として
- 1967年から1979年まで3期（旧）伊方町議会議員を務める。この間、1971年から1975年の間議長も歴任。また1974年から1975年まで愛媛県町村議会長、1974年には四国四県町村議会議長会長も歴任。
- 1979年　伊方町長選挙に立候補
- 1982年から1987年　愛媛県商工会連合会会長
- 1987年　再度町長選挙に立候補
- 1991年より（旧）伊方町長。同年の伊方町長選挙に当選、以降4期にわたり町長を務める。この間、1994年には西宇和郡町村会長、2004年には愛媛県町村会長も務めた。
- 新伊方町長選挙

2005年4月1日発足に伴う初代町長選挙に立候補。2005年4月24日に行われた町長選挙では助役を務めていた畑中芳久に敗れた。。
伊方町では建設業者がそれぞれの支援候補の選挙運動に深くかかわってきた経緯があり、この選挙では両陣営とも複数の逮捕者を出した。この経緯については畑中の記事を参照のこと。
- ほかにはクリエイト伊方代表取締役を務めた。

### 引退後
- 2024年3月8日、老衰のため、八幡浜市内の病院で死去した[3]。95歳没。死没日付をもって従五位に叙された[4]。

### その他経歴
伊方町商工業協同組合理事長、伊方町商工会長、愛媛県商工会連合会会長、伊方町社会福祉協議会会長などの公職を務めた。

## 政策
- 商工業者としてのスタンスから、町議会議員から町長在任時を通して一貫して 四国電力伊方原子力発電所の誘致、稼働、地元との関係構築に尽力した。この功労で「電源立地促進功労者表彰」を受けている。
- また庁舎建設、漁港整備、その他社会基盤整備を図った。
- 町村合併への立ち位置

原子力発電所の立地による豊富な税収を背景に財政力を有していたため、町長としての任期末期に直面した平成の大合併では当時の愛媛県知事の加戸守行が県下全域で大規模合併を推し進めようとするのに対して、当地では機運が盛り上がらず、消極的な姿勢を見せた。西隣の瀬戸町が伊方町との合併意向を示し、やがてその西隣、愛媛県最西端の三崎町もこれに合流、最終的に3町での合併となった。形としては「新設合併」。当時の首長は以下のとおり。
伊方町長　中元清吉
瀬戸町長　井上善一
三崎町長　宮本征士